# Generalización apresurada
En lógica, la generalización apresurada, generalización indebida, Según quien o inducción indebida  es una falacia informal que se comete al inferir una conclusión general a partir de una prueba insuficiente. Una generalización apresurada puede dar lugar a una mala inducción y por tanto a una conclusión errónea. Por ejemplo, considérese el siguiente argumento:
1. Juan es alto y es rápido.
2. María es alta y es rápida.
3. Matías es alto y es rápido.
4. Por lo tanto, todas las personas altas son rápidas.

Concluir que todas las personas altas son rápidas, porque haya tres que lo sean, es una generalización apresurada. Es muy probable que haya personas que sean altas y que sin embargo no sean rápidas.
El límite entre una generalización apresurada y una buena inducción a veces puede ser difuso, y establecer un criterio claro para distinguirlos es parte del problema de la inducción.

## Muestra sesgada
Una muestra sesgada es una muestra estadística que ha sido falsamente considerada como la típica de una población de la cual ha sido tomada. Por ejemplo, alguien puede decir «A todo el mundo le gustó la película» sin mencionar (o sin saber) que «todo el mundo» fue un grupo que son fans del director de la película.
Los sondeos en línea y las muestras por llamadas voluntarias son un tipo particular de este error, porque las muestras están implícitamente preseleccionadas o autoseleccionadas. En el mejor de los casos, esto significa que participarán las personas que se preocupan más sobre el asunto, y en el peor de los casos, sólo aquellas que sintonicen la radio, lean el periódico, etc., por el que se haga la llamada.